# الفتح القسی فی الفتح القدسی
الفتح القسی فی الفتح القدسی عنوان کتابی است از عمادالدین کاتب اصفهانی، نویسنده، مورخ و ادیب قرن ششم هجری. نویسنده در این کتاب حوادث مربوط به جنگ‌های صلیبی و فتح بیت‌المقدس را در سالهای ۵۸۳ تا ۵۸۹ هجری گزارش کرده‌است. این کتاب (در کنار اثر دیگر همین نویسنده با عنوان البرق الشامی) به عنوان منبعی تاریخی برای شناخت تاریخ جنگ‌های صلیبی در دوران صلاح‌الدین ایوبی به شمار می‌رود. یکی از منابع ابن اثیر جزری برای تدوین کتاب الکامل، همین اثر می‌باشد. این کتاب با لحنی حماسی نوشته شده؛ نویسنده از یک سو حکومت صلاح‌الدین ایوبی را حکومتی آرمانی توصیف کرده و از سوی دیگر، صلیبیون را مورد سرزنش و مذمت قرار داده‌است. چند صفحه از آن به توصیف زیبایی صورت، جامه و رفتارهای -به زعم نویسنده- غیراخلاقی زنان مسیحی اختصاص یافته‌است که به همین دلیل، فراتر از یک منبع تاریخی جهان اسلام، به‌عنوان یک منبع در تاریخ جهان نیز به شمار می‌رود. این کتاب حاوی اطلاعات تاریخی در مورد اماکن مقدس مانند بیت‌المقدس، کنیسه‌های یهودیان، قبه‌الصخره و محراب داود است. علاوه بر این، برخی از اطلاعات جغرافیایی آن از قبیل مسافت بین شهرها یا محل‌های وقوع نبردهای تاریخی دارای اهمیت است.
این کتاب با نثر مصنوع نوشته شده‌است.